# Uran
 Ovo je glavno značenje pojma Uran. Za druga značenja pogledajte Uran (razdvojba).
Uran je sedmi po redu planet od Sunca, na srednjoj udaljenosti od Sunca 19,23 astronomskih jedinica. To je prvi planet koji je bio otkriven teleskopom (William Herschel, 1781.). Ime je dobio po Uranu, bogu neba i ocu Titana u grčkoj mitologiji. Od Zemlje je veći oko 4 puta, a masivniji oko 14,5 puta. Zbog brze vrtnje blago je spljošten. Suprotno uvriježenom urbanom mitu nastalom iz krivo sintetiziranih prvih fotografija u boji Voyagera 2, Uran nije ni zelene ni cijan boje, nego svijetlo plave boje koju uzrokuje kombinacija tragova metana i Rayleighovog raspršenja svjetlosti u vodiku i heliju. Gledano teleskopom sa Zemlje, Uran može imati blago cijan nijansu zbog efekta Zemljine atmosfere.
Antički narodi nisu znali za Uran jer je na rubu vidljivosti golog oka čak i u najpovoljnijim uvjetima noćnog neba. Tijekom opozicije sjaj mu dostigne prividnu magnitudu +5,8. Sa Zemlje se u najboljem slučaju vidi kao pločica kutnog promjera 4".
Ekvatorski promjer mu je oko četiri puta veći od Zemljinog, a masa 14,5 puta veća od Zemljine. Prosječna gustoća planeta je 1,27.
Ekvator mu je otklonjen od ravnine staze za 97,8°, te mu je os vrtnje gotovo polegnuta u ravnini staze zbog čega mu se redoslijed godišnjih doba bitno razlikuje od onih ostalih planeta: četvrtinu godine prema Suncu je okrenuto jedno od polarnih područja, kada se izmjena dana i noći zbiva jedino u području ekvatora, sa Suncem nisko pri horizontu. Drugu četvrtinu godine prema Suncu je okrenuto ekvatorsko područje, s brzom izmjenom dana i noći, itd. Iako ekvator nije stalno osunčan, temperatura na Uranu najviša je u ekvatorskom području.

## Fizička svojstva
Uran spada podvrstu jovijanskih planeta zvanu ledeni divovi. Smatra se da, kao i Neptun, ima malu stjenovitu jezgru (sastav silikata i teških metala). Na jezgru se nastavlja omotač bogat vodom, metanom i amonijakom u stanju superkritičnog fluida (u dubinama metaliziranog zbog visokog tlaka) koji prema van postupno prelazi u atmosferu. Nema fazne granice tj. nema ni tekuću ni krutu površinu.
Najniža temperatura od oko 50 kelvina izmjerena je na razini gdje tlak iznosi 100 milibara. Iznad tog sloja temperatura raste do 150 K u razrijeđenoj gornjoj atmosferi. Temperatura u jezgri procijenjena je na oko 5000 K. Za vrijeme prolaska letjelice Voyager 2 Uranov južni pol je bio okrenut Suncu. Iz toga proizlazi da bi polarna područja trebala biti toplija od ekvatorskih što, iz nepoznatih razloga, ipak nije slučaj.
Masa i posljedično gravitacijsko privlačenje Urana bitno su manji od onih kod Jupitera i Saturna, pa je manji i udio vodika i helija u ukupnoj masi planeta.  

### Atmosfera
Uranova plavkasta atmosfera se sastoji velikom većinom od vodika (83%) i helija (15%), nešto malo metana (2%), a vode i amonijaka ima u tragovima. Atmosfera je u svjetlosnom spektru gotovo bezlična. Prozirna je i čista do velikih dubina gdje se nalaze oblaci metana. Polarno je područje prekriveno sumaglicom. Vjetrovi na ekvatoru pušu brzinama do 250 m/s, raznoseći oblake metana. Uran pokazuje pojaseve paralelne s ekvatorom, ali vrlo teško uočljive u svjetlosnom spektru, dok se jasno vide u bliskom infracrvenom spektru. Novije fotografije teleskopa Hubble u tom zračenju pokazuju sve veću i veću aktivnost u Uranovoj atmosferi. Teleskop je tijekom 1998. godine snimio čak 20 oblaka reflektivnih u bliskom infracrvenom zračenju na različitim visinama. Sumnja se da su promjene nastale zbog promjene orijentacije Urana prema Suncu; Sunce je obasjavalo područja sve bliže ekvatoru, pa izmjena dana i noći imala sve veću utjecaj na temperaturu pojedinih dijelova Urana. Oko 2007. godine Sunce je bilo iznad Uranovog ekvatora.
U Uranovoj atmosferi nalazi se više metana nego u Neptunovoj. Ravnoteža temperatura iznosi kod Urana 64 K, a kod Neptuna 51 K, no infracrveno zračenje otkriva da se u atmosferi nalazi sloj temperature povišene do 100 K na Uranu, a do 140 K na Neptunu.

### Orbita i rotacija
Jedan Uranov obilazak oko Sunca traje 83,83 godine, a dan na ekvatoru traje 17 sati i 14 minuta. Kao i sva fluidna tijela ima diferencijalnu rotaciju (trajanje dana ovisi o udaljenosti od ekvatora). Uran je neobičan po tome što je okrenut "na bok", t.j. os rotacije mu je nagnuta čak 98° u odnosu na putanju oko Sunca (retrogradno gibanje), čemu je vjerojatan uzrok snažan udarac u fazi formiranja planeta, čemu u prilog ide činjenica da su mu orbite satelita u gotovo istoj ravnini. 
Suprotno pogrešnom pojednostavljenju, Uran se ne kotrlja po svojoj orbiti jer bi to značilo da mu se zakreće i os rotacije, što nije slučaj - ona je stalno usmjerena više manje u istom smjeru. 
Uran ima brzu zonalnu rotaciju. Period rotacije oblaka raste od 15 sati na 44°, do 17 sati na 26° zemljopisne širine, što znači da je rotacija sporija u ekvatorskom području. To je primjer suprotan zonalnoj rotaciji Jupitera i Saturna. 
Zbog svoje osi rotacije koja je gotovo u ravnini orbite, redoslijed godišnjih doba bitno mu se razlikuje od redoslijeda ostalih planeta: po jednu četvrtinu Uranove godine prema Suncu je okrenuto po jedno od polarnih područja, kada se izmjena dana i noći zbiva jedino u području ekvatora, sa Suncem nisko pri obzoru. Druge dvije četvrtine godine prema Suncu je okrenuto ekvatorsko područje, s brzom izmjenom dana i noći. 

### Magnetsko polje
Uranovo magnetsko polje je nagnuto čak 55° prema osi rotacije, a smatra se da nastaje relativno blizu površine. Intenzitet mu otprilike odgovara Zemljinom polju, iako se Uranovo polje znatno mijenja od mjesta do mjesta zbog velikog odmaka izvora polja od središta planeta.
Izvor magnetskog polja je visokostlačeni superkritični fluid koji pokazuje odlike metala zbog delokalizacije elektrona.
Kao i kod ostalih planeta s magnetskim poljima, postoji magnetski rep u smjeru suprotnom od Sunca, koji se kod Urana proteže najmanje 10 milijuna kilometara iza planeta. Veliki nagib osi rotacije planeta zajedno s nagibom magnetskog polja čine magnetski rep zavijen u spiralu.

## Uranovi sateliti
Do danas je pronađeno ukupno 27 Uranovih prirodnih satelita. Za razliku od ostalih planeta čiji sateliti dobivaju imena po mitskim likovima, Uranovi dobivaju imena likova iz djela Williama Shakespearea i Alexandera Popea.
Voyager je otkrio da su svi Uranovi sateliti sastavljeni od silikata i vodenog leda.
Mogu se podijeliti u tri skupine:
- 13 unutarnjih satelita koji su vrlo mali i tamni, otkriveni većinom na fotografijama Voyagera 2. To su, redom od Urana prema van: Kordelija, Ofelija, Bjanka, Kresida, Dezdemona, Julija, Porcija, Rozalinda, Kupidon, Belinda, Perdita, Puk i Mab.

- Drugu skupinu čine 5 velikih satelita: Miranda, Arijel, Umbrijel, Titanija i Oberon.

- Treću skupinu čine 9 nepravilnih vanjskih satelita, otkrivenih tijekom 1997. i kasnije, koji su višestruko udaljeniji od Oberona: Francisko, Kaliban, Stefano, Trinkulo, Sikoraks, Margareta, Prospero, Setebos i Ferdinand.

Gustoća Uranovih satelita znatno je veća od gustoće Saturnovih satelita. Podaci s Voyagera 2 pokazali su da su dva veća unutarnja Uranova satelita, Arijel i Umbrijel, rjeđi po sastavu od vanjskih satelita, Titanije i Oberona. Miranda pokazuje niz raznolikih geoloških oblika. Prekrivena je dolinama, strminama, pukotinama, kraterima, terasama. Arijel ima brojne rasjede i jarke, te mnogo kružnih udubina. Umbrijel ima površinu s mnogo udarnih kratera, a ističe se jedan sa svijetlim prstenom. Titanija uz brojne kratere pokazuje složeni sistem kanjona. Oberon nosi nekoliko velikih udarnih kratera.

## Uranovi prstenovi
Godine 1977., za vrijeme okultacije zvijezde Sigma Kentaura Uranom, zamijećena je nepredviđena pojava - zvijezda nije naglo nestala iza Urana, već je prije i poslije okultacije zatitrala devet puta. To je bio rezultat prolaska iza Uranovih 9 prstenova. Oni su tamne boje, svinuti i nagnuti. Ti prsteni obiđu oko planeta svakih 8 sati, oko dva puta većom brzinom od prosječne brzine rotacije Urana.
Deseti i jedanaesti prsten su otkriveni kasnije, 1985. godine (Voyager 2). Redom od Urana prema vani nalaze se prstenovi: 1986U2R, 6, 5, 4, Alfa, Beta, Eta, Gama, Delta, Lambda (bivši 1986U1R) i Epsilon.
Većina prstenova je široka tek nekoliko kilometara, osim prstena 1986U2R koji je širok 2500 km. Albedo prstenova je samo 0.03 (odbijaju tek 3% svjetlosti). Prstenovi su eliptični, posebno vanjski, te nisu cjeloviti poput Saturnovih prstenova. Raspon veličine njihovih čestica je od prašine do 10-metarskih gromada. 
Najudaljeniji prsten, Epsilon, je ujedno i najsvjetliji. Radiovalna mjerenja su pokazala da ovom prstenu nedostaju čestice manje od nekoliko decimetara, za što bi mogla biti odgovorna rijetka Uranova vanjska atmosfera vodika.

## Povijest ljudskog istraživanja
Uran je prvi planet otkriven u moderno doba. To je prvi planet koji je bio otkriven teleskopom. Otkrio ga je William Herschel, glazbenik koji je postao astronom amater, za vrijeme sustavnog pretraživanja neba, 13. ožujka 1781. godine. Herschel je u početku mislio da je ugledao komet.
Zbog toga što je na granici vidljivosti golim okom, Uran je viđen nekoliko puta prije, ali je bio uvršten u karte kao obična zvijezda. John Flamsteed ga je 1690. katalogizirao kao 34 Tauri (34 Bika).
Herschel je Kraljevskom astronomskom društvu za ime planeta predložio "Georgium sidus" (Jurjeva zvijezda), po tadašnjem britanskom kralju Georgu III. kao "zvijezdom koja je zasjala pod njegovom pokroviteljskom vladavinom".
"HM Nautical Almanac Office" je Uran pod ovim imenom vodio do sredine 19. stoljeća.
Herschel je 1787. otkrio i 2 velika Uranova satelita Titaniju i Oberon, a Lassell je 1851. otkrio Arijel i Umbrijel. Mirandu, najmanji od 5 velikih Uranovih satelita, otkrio je 1948. Gerard Kuiper.
Samo je jedna letjelica posjetila Uran: Voyager 2, koji je 24. siječnja 1986. prošao 81 500 km iznad vrhova Uranovih oblaka. Tada je fotografirano pet poznatih satelita, te otkriveno novih deset unutar Mirandine putanje (Kordelija, Ofelija, Bjanka, Kresida, Dezdemona, Julija, Porcija, Rozalinda, Belinda i Puk). Voyager 2 je otkrio i dva nova Uranova prstena.
U novije vrijeme se ponovno, uz pomoć starih Voyagerovih fotografija, te promatranja modernim teleskopima, otkrivaju novi Uranovi sateliti. Tako su 1997. godine otkriveni Kaliban i Sikoraks (Gladman), a 1999. Prospero (Holman), Setebos (Kavelaars) i Stefano (Karkoscha).

## Vanjske poveznice
- Astronomska sekcija Fizikalnog društva Split - Uran  Arhivirana inačica izvorne stranice od 17. kolovoza 2005. (Wayback Machine)